# Jaap de Witte
Jaap de Witte, pseudoniem van Jaap Schilder (Volendam, 2 juni 1953), is een Nederlands muzikant, tekstschrijver en componist die nationaal bekend werd als lid van de Volendamse band 3JS. De Witte bespeelde gitaar en piano. Bij de 3JS was hij tevens achtergrondzanger.

## Biografie
Hij speelde al in de band Coffin, in Progress en later in Jen Rog. In deze bands en in het duo Veerman & Schilder speelde hij samen met Martin Veerman die ook nog meegedrumd heeft voor 3JS. Jaap Kwakman, een later 3JS-lid, had sinds 1992 een belangrijk aandeel in de revival van Jen Rog.
De Witte heeft een neurologische aandoening aan zijn hand, waardoor hij niet meer in staat is gitaar te spelen en moest stoppen met optreden met de 3JS. Hij heeft nog wel als achtergrondzanger deelgenomen aan de theatertournee Bronnen, die in januari 2013 van start ging en in april 2013 eindigde. De tournee werd aangegrepen om afscheid te nemen van de fans. Op 16 april 2013 was de laatste show. Hij heeft toen het stokje overgedragen aan zijn zoon Jan de Witte. Wel blijft hij betrokken bij de 3JS: hij zal liedjes blijven schrijven en zijn collega's helpen met opnemen van nieuwe cd's.
Jaap de Witte is woonachtig in Volendam.